# Urrao

Bandeira de Urrao.

Localização de Urrao, no departamento de Antioquia.

Urrao é uma cidade e município da Colômbia, no departamento de Antioquia. É o terceiro maior município do departamento. Tem 2.556 qilômetros quadrados e sua população, segundo o censo de 2002, é formada por 42.247 habitantes.